# 核磁共振氢谱

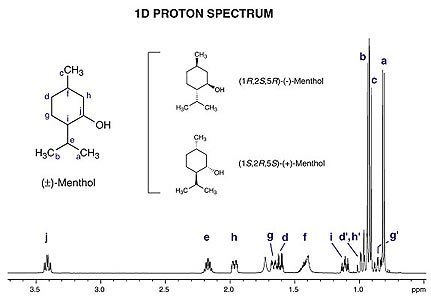
Example ^{1}H NMR spectrum (1-dimensional) of a mixture of menthol enantiomers plotted as signal intensity (vertical axis) vs. chemical shift (in ppm on the horizontal axis). Signals from spectrum have been assigned hydrogen atom groups (a through j) from the structure shown at upper left.

核磁共振氢谱 (也称氢谱, 或者 1H 谱) 是一种将分子中氢-1的核磁共振效应体现于核磁共振波谱法中的应用。可用来确定分子结构。  当样品中含有氢，特别是同位素氢-1的时候，核磁共振氢谱可被用来确定分子的结构。氢-1原子也被称之为氕。
简单的氢谱来自于含有样本的溶液。为了避免溶剂中的质子的干扰，制备样本时通常使用氘代溶剂（氘= 2H， 通常用D表示），例如：氘代水D2O，氘代丙酮(CD3)2CO，氘代甲醇CD3OD，氘代二甲亚砜(CD3)2SO和氘代氯仿CDCl3。同时，一些不含氢的溶剂，例如四氯化碳CCl4和二硫化碳CS2，也可被用于制备测试样品。
历史上，氘代溶剂中常含有少量的（通常0.1%）四甲基硅烷（TMS）作为内标物来校准化学位移。TMS是正四面体分子，其中所有的氢原子化学等价，在谱图中显示为一个单峰，峰的位置被定义为化学位移等于0 ppm 。TMS易于挥发，这样有利于样品的还原。现代的核磁仪器可以以氘代溶剂中残余的氢-1（如：CDCl3中含有0.01% CHCl3）峰作为参照，因此现在的氘代试剂中通常已经不再添加TMS。
氘代溶剂的应用允许核磁共振仪磁场强度{\displaystyle B_{0}}的自然漂移可以被氘频率-磁场锁定（也被描述为氘锁定或者磁场锁定）所抵消。为了实现氘锁定，核磁共振仪监视着溶液中氘信号的共振频率，通过对{\displaystyle B_{0}}的调整来保持共振频率的恒定。另外，氘信号也可以被用来更加准确的定义0 ppm，这是因为氘代溶剂的共振频率以及其与TMS的共振频率之差都是已知的。
大部分有机化合物的核磁共振氢谱中的表征是通过介于+14 ppm到-4 ppm范围间化学位移和自旋偶合来表达的。质子峰的积分曲线反映了它的丰度。
简单的分子有着简单的谱图. 氯乙烷的谱图中包含一个位于1.5 ppm的三重峰和位于3.5 ppm的四重峰，其积分面积比为3:2。苯的谱图中只有位于7.2 ppm处的单峰，这一较大的化学位移是芳香环中的反磁性环电流的结果。 
通过与碳-13核磁共振协同使用，核磁共振氢谱成为了表征分子结构的一个强有力的工具。

## 化学位移
化学位移符号δ虽称不上精准但广泛存在，因此常常作为谱学分析中的重要参考数据。范围一般在 ±0.2 ppm ，有时更大。确切的化学位移值取决于分子的结构、溶剂、温度及该NMR分析所用的磁场强度及其他相邻的官能团。氢原子核对键结氢原子杂化轨道和电子效应敏感。核子经常因吸引电子的官能团去屏蔽。未屏蔽的核子会反应较高的δ值，而有屏蔽的核子δ值较低。
官能基如羟基（-OH）、酰氧基（-OCOR）、烷氧基（ -OR ）、硝基（-NO2 ）和卤素吸电子的取代基。 这些取代基会使Cα上相连的氢峰向低场移动大约2-4 ppm， Cβ上相连的氢峰向低场移动大约1-2 ppm。  Cα 是与取代基直接相连的碳原子，  Cβ 是与Cα 相连的碳原子。羰基，碳碳双键和芳香环等含“sp2” 杂化碳原子的基团会使其Cα上相连的氢原子峰向低场移动约1-2 ppm 。
需要注意的是，活泼的质子如羟基 （-OH）、胺基（-NH2）、巯基（-SH）不会形成明显的化學位移。 不过，这些峰可以通过活泼氢与D2O中的氘的交换作用而消失，因此可以被用来鉴定特征峰。 
| 官能团               | CH3 | CH2 | CH  |
| -------------------- | --- | --- | --- |
| CH2R                 | 0.8 | 1.3 | 1.6 |
| C=C                  | 1.6 | 2.0 | 2.6 |
| C≡C                  | 1.7 | 2.2 | 2.8 |
| C6H5                 | 2.3 | 2.6 | 2.9 |
| F                    | 4.3 | 4.4 | 4.8 |
| Cl                   | 3.0 | 3.4 | 4.0 |
| Br                   | 2.7 | 3.4 | 4.1 |
| I                    | 2.2 | 3.2 | 4.2 |
| OH                   | 3.3 | 3.5 | 3.8 |
| OR                   | 3.3 | 3.4 | 3.7 |
| OC6H5                | 3.8 | 4.0 | 4.3 |
| OCOR                 | 3.6 | 4.1 | 5.0 |
| OCOC6H5              | 3.9 | 4.2 | 5.1 |
| OCOCF3               | 4.0 | 4.4 | /   |
| CHO                  | 2.2 | 2.4 | 2.5 |
| COR                  | 2.1 | 2.2 | 2.6 |
| COOH                 | 2.1 | 2.3 | 2.6 |
| COOR                 | 2.0 | 2.3 | 2.5 |
| CONR2                | 2.0 | 2.1 | 2.4 |
| CN                   | 2.1 | 2.5 | 3.0 |
| NH2                  | 2.5 | 2.7 | 3.0 |
| NR2                  | 2.2 | 2.4 | 2.8 |
| NRC6H5               | 2.6 | 3.0 | 3.6 |
| NR3+                 | 3.0 | 3.1 | 3.6 |
| NHCOR                | 2.9 | 3.3 | 3.7 |
| NO2                  | 4.1 | 4.2 | 4.4 |
| SR                   | 2.1 | 2.5 | 3.1 |
| SOR                  | 2.6 | 3.1 | /   |
| =O (脂肪醛)          | /   | /   | 9.5 |
| =O (芳香醛)          | /   | /   | 10  |
| M-H (金属的氢配合物) | /   | /   |     |

## 自旋偶合裂分
在一维核磁共振氢谱中，自旋耦合引起的峰分裂相关于与该原子耦合的H的磁环境的数目，以及每种磁环境（magnetic environment）下H的数目、自旋耦合常数（单位：Hz）。每一种磁环境会引起一次峰分裂，而峰分裂的形态则取决于该磁环境下H的数目，以及相关的耦合常数。
理论上而言，在足够低的温度下，每一个耦合的H都与峰H有着不同的耦合常数；但在实际中一些H由于对称性以及热运动（如甲基上的三个氢会快速旋转）会无法在NMR中区分耦合常数。这使得从结果上而言，在某一种磁环境下若包括n个H，则会使原峰分裂成n+1个；同时，磁环境的数目等同于自旋耦合裂分的次数。
例如，在H2C=CH-CH3的1H NMR中，二号C上的H会因为自旋耦合而形成三重-四重峰（或四重-三重峰，取决于耦合常数的大小）：两种磁环境；一种下有2个H，一种下有3个H。如果足够清晰，在图谱上会有3*4=12个小尖。